# 下館城
下館城（しもだてじょう）は、茨城県筑西市甲（本城町）にあった日本の城。筑西市指定文化財（史跡）。

## 概要
天慶年間（938年 - 948年）、藤原秀郷が平将門追討のために築いた三館（上館・中館・下館）のうち下館にあたるという伝承がある。
文明10年（1478年）、水谷伊勢守勝氏が結城氏広から下館領を与えられ築城したのが、明治維新まで残った城郭の始まりである。以後、水谷氏の居城として戦国時代を経て、江戸時代初期の寛永16年に水谷勝隆が備中国成羽藩へ転封。松平頼重が入封する。寛永19年（1642年）の松平頼重転封後は一時天領となるが、井上正岑、黒田直邦などの支配を経て、石川総茂が2万石で入封。石川氏9代の治世が続き明治維新を迎えて、明治2年（1869年）ごろ廃城となった。

## 歴史・沿革
- 文明10年（1478年）、水谷勝氏が結城氏広から下館領を与えられ築城。
- 天文14年（1545年）、水谷正村（蟠龍斎）が宇都宮氏に備え、下館城の北に支城久下田城を築く。
- 天正18年（1590年）、水谷勝俊が豊臣秀吉から下館領と下野芳賀郡をあわせた水谷領4万7,000石を安堵される。
- 寛永16年（1639年）、水谷勝隆が備中成羽藩に転封。
- 寛永16年（1639年）、松平頼重が5万石で入封。
- 寛永19年（1642年）、松平頼重が讃岐国高松藩12万石を賜って転封。
- 寛文3年（1663年）、増山正弥が三河国西尾藩より入封。
- 元禄15年（1702年）、増山正弥が伊勢国長島藩に転封。
- 元禄15年（1702年）、井上正岑が丹波国亀山藩より入封。
- 元禄15年（1702年）、井上正岑が常陸国笠間藩へ転封。
- 元禄16年（1703年）、黒田直邦が入封。
- 享保17年（1732年）、黒田直邦が上野国沼田藩に転封。
- 享保17年（1732年）、石川総茂が伊勢国神戸藩より2万石で入封。
- 石川氏9代の石川総管に至り明治維新となり、下館藩は明治2年(1869年)に版籍奉還。下館城も廃城となる。
  - その後、この地も市街地と化したが、この地の通称町名「本城町（もとしろちょう）」にその名残が窺える。

## 構造
東に勤行川が流れる台地上に建つ。濠を三重にめぐらし、別名として螺城または法螺貝城と称する。

## 周辺

### 支城
- 久下田城

## 考古資料

### 遺構
現在、城域は筑西市立下館小学校および宅地などとして開発されており、はっきりとした遺構を確認するのは難しい。本丸跡に八幡神社が残る。現在、下館小学校と八幡神社境内の間に、堀の一部が道路となり残っている。